# Western (komiks)
Western – komiks autorstwa belgijskiego scenarzysty Jeana Van Hamme’a i polskiego rysownika Grzegorza Rosińskiego, wydany w oryginale francuskojęzycznym w 2001 nakładem belgijskiego wydawnictwa Le Lombard w prestiżowej kolekcji „Signé”.
Do limitowanej edycji Westernu dołączono płytę CD z filmem opisującym kulisy powstania jednego z kadrów. Edycja ta zawierała także reprodukcje scenariusza wraz z roboczymi rysunkami Rosińskiego. Po polsku Western opublikował Egmont Polska w 2001.

## Fabuła
Akcja Westernu rozgrywa się w latach 1858–1922 na Dzikim Zachodzie. Jednoręki Nate Chisum zakochuje się w Cathy Van Deer, córce hodowcy bydła. Okazuje się jednak, że Nate w młodości był sprawcą postrzelenia ojca Cathy, postanawia więc podszyć się pod kogoś innego i wyeliminować niedołężnego Van Deera, który rozpoznaje w Chisumie swojego oprawcę.

## Nowy styl Rosińskiego
Western to kolejny po Thorgalu i Szninklu wspólny projekt Rosińskiego i Van Hamme'a. Jest pierwszym eksperymentalnym dziełem Rosińskiego, który wprowadził do swego realistycznego stylu rysunkowego elementy malarstwa i szkicu. Dzieło utrzymane jest kolorystyce sepii, zółcieni i szarości. Western zapoczątkował nowy okres w twórczości Rosińskiego, który poszedł dalej w swych eksperymentach w serii Zemsta hrabiego Skarbka i w 29. tomie Thorgala.